# Ипа
И́па (Иппа; бел. Іпа) — река в Гомельской области Республики Беларусь, левый приток Припяти. Длина реки — 109 км, площадь водосборного бассейна — 1010 км², среднегодовой расход воды в районе устья — 5,9 м³/с. Истоки находятся около деревни Секеричи, течёт по Гомельскому и Припятскому Полесью, по территории Светлогорского, Калинковичского и Мозырского районов. Ширина реки — 10-12 м, пойма низкая, до 1,5 км, долина реки заболочена. Впадает в Припять на высоте 112 высоте м над уровнем моря напротив Лучежевичей. Падение — 29,7 м.
Крупнейший приток — Виша.
Первые 95 км русло реки канализировано.

## Происхождение названия
Наиболее вероятно финское происхождение, от hyppy — прыжок, прыгать. Основа широко представлена в ономастике Финляндии и Эстонии.